# Elaine Bennett
Pour les articles homonymes, voir Bennett.
Elaine Bennett, née le 1er janvier 1951 et morte le 26 mai 1995 à Monterey (Californie), est une économiste américaine. Son travail est centré sur les méthodes de facilitation des issues favorables dans les situations de négociation commerciale à plus de deux participants.

## Biographie
Elle obtient un Bachelor of Science de physique à l’université de Floride en 1972, puis un Master of Arts en économie à la Florida Atlantic University en 1973, et enfin un doctorat à l’université Northwestern en 1980, sous la direction de Stanley Reiter,. Pendant ses études, Bennett se spécialise dans la théorie des jeux et la conception de mécanismes pour la prise de décision collective.
Bennett enseigne à l’université d'État de New York à Buffalo, à l’université du Kansas, puis à Virginia Tech. En 1994, elle est en détachement à l’université de Californie à Los Angeles.
Elaine Bennett meurt le 26 mai 1995 à Monterey, en Californie.

## Postérité
En 1998, le Comité pour le statut des femmes dans la profession économique (CSWEP) de l’American Economic Association crée le prix Elaine-Bennett pour la recherche, qui récompense les femmes de moins de quarante ans aux contributions exceptionnelles en recherche économique.